# Spie sotto copertura
Spie sotto copertura (Spies in Disguise) è un film d'animazione del 2019 diretto da Nick Bruno e Troy Quane.
La pellicola è l'adattamento cinematografico del cortometraggio animato del 2009 Pigeon: Impossible di Lucas Martell.

## Trama
Walter Beckett è un bambino geniale che ama costruire gadget e armi non letali da utilizzare in missione. La sua politica pacifista lo rende "strano" agli occhi dei suoi coetanei; ciononostante è incoraggiato dalla madre, una poliziotta, che sprona il figlio vedendo in lui del potenziale. 
14 anni dopo, Lance Sterling, l'agente segreto più acclamato e famoso del mondo, viene incaricato di recuperare una valigetta contenente un potente e sofisticato drone. Nel tentativo, Lance si trova a dover combattere contro Killian, malvagio acquirente del drone distinto dal suo braccio meccanico. Dopo aver avuto la meglio, Killian cerca di fuggire con la valigetta usando un elicottero, ma Lance riesce a scappare, a raggiungere l'elicottero e a prendere la valigetta.
Tornato nella base dell'Intelligence, aziona per sbaglio un dispositivo che lo ricopre di brillantini, e scopre che ciò è avvenuto per colpa di Walter, che ha modificato i suoi dispositivi; Walter, ormai ventenne, progetta congegni per agenti segreti e tutti pensano che sia un tipo strano, perché ha ideato come armi speciali bombe glitter, abbracci gonfiabili e gattini dallo sguardo irresistibile, convinto che sia meglio unire la gente che farle esplodere. Quando Walter incontra Lance, pensa che insieme possano fare la differenza, ma si scatena la lite in quanto l'altro è del tutto restio ad ascoltare le sue idee rivoluzionarie, e arriva addirittura a licenziare Walter. Tornato dal capo dell'Intelligence, Lance si accorge che la valigetta è vuota; scioccata, il capo intende affiancargli una squadra di supporto, ma Lance preferisce agire da solo. Poco dopo, però, Lance viene arrestato per aver commesso dei crimini, che però lui nega di aver commesso: lì si ricorda che, durante lo scontro con Killian, quest'ultimo gli aveva scannerizzato la faccia; grazie all'espediente, a commettere tali crimini è Killian, che invero fa ricadere appunto la colpa su Lance. Quest'ultimo riesce a sfuggire all'arresto, ma ormai è diventato fuorilegge.
Si dunque reca a casa di Walter, il quale è ormai solo dato che sua madre è morta durante una missione molto tempo prima; il giovane scienziato sta lavorando a un siero che può far scomparire le persone, e come test usa una piuma del suo piccione domestico. Vedendo come il siero dell'invisibilità funzioni, Lance vuole usarlo per rendersi invisibile e avere un vantaggio su Killian. Entra dunque in casa di Walter e, scambiando il siero per acqua, lo beve; il siero è però contaminato dal DNA del piccione domestico di Walter, e in breve tempo Lance diventa un piccione. Walter lo ritiene un bene, visto che i piccioni possono mimetizzarsi alla perfezione, ma Lance ne rimane terrorizzato e umiliato, essendo costretto a combattere la sua nemesi senza neanche saper volare. Uniti, Walter e Lance fanno di tutto per trovare e fermare il criminale, nonostante siano braccati dai poliziotti che li vogliono catturare. Killian riesce a una preziosa banca dati, che userà per potenziare il suo drone in modo da poter distruggere ogni singolo agente dell'Intelligence, ma nel mentre Walter riesce ad attaccargli un GPS.
Walter e Lance raggiungono la base di Killian via mare con l'ausilio di un sottomarino, dentro il quale il primo riesce a sviluppare un antidoto che fa ritornare Lance umano. Arrivati alla base di Killian, Lance inietta un tranquillante a Walter per farlo addormentare, per poi azionare la guida automatica del sottomarino per riportarlo a casa, onde evitare di metterlo in pericolo. Entra nella base di Killian, Lance distrugge il potente drone, ma viene catturato e scopre che Killian possiede migliaia di droni, che questi manda per uccidere tutti i membri dell'Intelligence. Walter intanto si risveglia e guida il sottomarino per ritornare alla base di Killian. I droni però distruggono il sottomarino, ma Walter, dato per morto, riesce a salvarsi grazie all'abbraccio gonfiabile, raggiunge Lance e lo libera.
Uniti, i due tentano di fermare Killian, il quale però si rivela più forte grazie ai droni. A soccorrerli arrivano i membri dell'Intelligence e i soldati, che hanno capito che Lance era stato incastrato, e tutti quanti si ritrovano a usare i gadget di Walter per sconfiggere Killian: Walter, il quale ha scoperto che Killian usa proprio il braccio per controllare i droni, gli si aggancia tramite uno dei suoi gadget, e durante la salita Walter carica al massimo il dispositivo che disattiverà tutti i droni; nonostante Killian lo avverta che, disattivato il drone, i due moriranno precipitando nel vuoto, Walter lo fa comunque e attacca un abbraccio gonfiabile a Killian, preferendo salvare la vita a lui invece della propria. Durante la caduta, Walter viene salvato da Lance, trasformato di nuovo in piccione e avendo imparato a volare. Killian viene arrestato, mentre Walter e Lance vengono licenziati per aver infranto moltissime leggi, salvo poi diventare nuovi capi dell'Intelligence.

## Promozione
Il primo trailer del film è stato diffuso il 1º novembre 2018.

## Distribuzione
La pellicola è stata distribuita nelle sale cinematografiche statunitensi e italiane a partire dal 25 dicembre 2019.

## Accoglienza

### Incassi
Il film ha incassato 66,7 milioni di dollari nel Nord America e 104,8 nel resto del mondo, per un totale di 171,6 milioni di dollari.

### Critica
Sull'aggregatore Rotten Tomatoes il film riceve il 76% delle recensioni professionali positive con un voto medio di 6,5 su 10 basato su 119 critiche, mentre su Metacritic ottiene un punteggio di 54 su 100 basato su 22 critiche.

## Riconoscimenti
- 2020 - Annie Award
  - Candidatura per il miglior design dei personaggi in un film d'animazione a José Manuel Fernández Oli
- 2020 - Motion Picture Sound Editors
  - Candidatura per il miglior montaggio sonoro in un film d'animazione
- 2021 - Saturn Award[6]
  - Candidatura per il miglior film d'animazione